# Sers (Armenia)
Sers (in armeno Սերս?) è un comune di 238 abitanti (2001) della Provincia di Vayots Dzor in Armenia.